# Marquesat de Dénia
El Marquesat de Dénia és una històrica comarca del País Valencià que actualment es troba integrada en la comarca de la Marina Alta. Hi formaven part els municipis actuals de Beniarbeig, Benidoleig, Benimeli, Dénia, Xàbia, Gata de Gorgos, Ondara, Orba, Pedreguer, el Poble Nou de Benitatxell, el Ràfol d'Almúnia, Sagra, Sanet i els Negrals, Setla, Mira-rosa i Miraflor, Tormos, el Verger. Apareix al mapa de comarques d'Emili Beüt Comarques naturals del Regne de València publicat l'any 1934.
Segons Joaquim Martí Gadea en la seua obra Tipos, modismes y coses rares y curioses de la terra del Gè, el Marquesat de Dénia englobava els partits judicials de Pego i Dénia i incloïa a part de les anteriors poblacions, les de Pego, la Vall de Gallinera, la Vall d'Ebo, la Vall de Laguar, Benigembla, Murla, Parcent, Alcalalí, Xaló, Llíber, Senija i Teulada, la major part de les quals integren la comarca històrico-natural de les Valls de Pego.
Esta divisió és igual que la de Manuel Sanchis Guarner exceptuant que ell va incloure-hi també els municipis de Castell de Castells i la Vall d'Alcalà; la situació comarcal del primer varia segons l'autor, ja que tant la relació amb les Valls de Pego i amb la Marina i la vall de Guadalest és molt estreta (així i tot, històricament va pertànyer a l'Arxiprestat de les Valls de Pego), i el segon forma part històricament de les Valls de Pego, però guarda una estreta relació amb les poblacions de la Baronia de Planes i la Vall de Perputxent, ja a la comarca de les Valls d'Alcoi.
Així i tot, no hi ha uns límits clars de la comarca, i esta denominació sol utilitzar-se popularment (sobretot entre la gent major) per a referir-se a la major part de l'actual Marina Alta.

## Història

### Senyoria de Dénia
Jaume el Just inicia l'etapa del domini senyorial, al cedir la vila el 1298 a Ponç IV d'Empúries. El 1300 Jaume la cedí a la seva muller Blanca de Nàpols, a la mort de la qual tornà a Jaume. El 1323 fou atorgada a l'infant Pere, comte de Ribagorça.

### Comtat de Dénia
El 1356, es converteix en comtat, i torna a la Corona en temps d'Alfons el Magnànim.

### Marquesat de Dénia
El 1484, el comtat és erigit en marquesat.